# Anything But Lonely
Anything But Lonely è un singolo della cantante britannica Sarah Brightman, pubblicato nel 1989.

## Il brano
Il brano è tratto dal musical Aspects of Love. La musica è stata composta da Andrew Lloyd Webber, mentre il testo è accreditato a Don Black e Charles Hart.

## Tracce
- 7"

1. Anything But Lonely
2. Half a Moment